# Oratorio della Purità
Oratorio della Purità är ett oratorium i Udine, helgat åt Jungfru Maria. Oratoriet är beläget vid Piazza del Duomo och tillhör församlingen Santa Maria Annunziata nella Metropolitana. Oratoriet uppfördes år 1757 på initiativ av kardinal Daniele Dolfin. Arkitekt var Luca Andreoli. Interiören hyser målningar av Giovanni Battista Tiepolo (1696–1770) och hans son Giovanni Domenico Tiepolo (1727–1804).

## Bilder
| - Takfresken Jungfru Marie himmelsfärd av Giovanni Battista Tiepolo. - Fresken Jesu intåg i Jerusalem av Giovanni Domenico Tiepolo. |

### Webbkällor
- Lamendola, Francesco. ”L'Oratorio della Purità” (på italienska). Accademia Adriatica di Filosofia Nuova Italia. Arkiverad från originalet den 22 april 2020. https://archive.today/20200422212555/http://www.accademianuovaitalia.it/index.php/storia-e-cultura-delle-venezie/la-patria-del-friuli/6511-l-oratorio-della-purita. Läst 22 april 2020.